# Mario Cuomo
Mario Matthew Cuomo (New York, 15 giugno 1932 – New York, 1º gennaio 2015) è stato un avvocato e politico statunitense, esponente di punta del Partito Democratico e governatore dello Stato di New York dal 1983 al 1994.

## Biografia
Cuomo nacque a Briarwood, un quartiere del Queens (New York), figlio di immigrati italiani, Andrea Cuomo e Immacolata Giordano, originari rispettivamente di Nocera Inferiore e di Tramonti (ambedue in provincia di Salerno), proprietari e gestori di un piccolo emporio nel quartiere di South Jamaica.
Conseguì il suo titolo di bachelor nel 1953 e la laurea in legge nel 1956 dalla St. John's University; si sposò con Matilda Raffa, figlia di immigrati siciliani, dalla quale ebbe cinque figli: Margareth, Andrew, Maria, Maddalene, e Christopher. Venne notato e scritturato da un cacciatore di talenti per la squadra di baseball dei Pittsburgh Pirates e giocò nella lega minore fino al giorno di un grave infortunio, quando venne colpito da una palla da baseball in testa.

### Carriera politica
Divenne un nome noto a New York negli anni settanta quando cominciò a rappresentare legalmente alcuni cittadini residenti nella zona di Forest Hills (zona abitata da persone con alto reddito, famosa per ospitare i tornei degli US Open di tennis), che si opponevano alla costruzione di un massiccio complesso di edilizia popolare nel vicinato. Si candidò alla carica di lieutenant governor nel 1974 ma non venne eletto. Fu però nominato segretario dello stato di New York dall'allora governatore Hugh Carey nel 1975.
Cuomo venne sconfitto da Ed Koch nelle primarie dei Democratici per il 1977 all'elezione alla carica di sindaco di New York, ma venne comunque candidato dal minoritario Liberal Party of New York. Presentandosi come candidato dei Liberali all'elezione generale, Cuomo venne sconfitto di nuovo di stretta misura da Koch. In seguito Cuomo venne eletto lieutenant governor nella squadra del governatore Carey nel 1978.
Divenne governatore nel 1983, sconfiggendo dapprima Edward Koch nelle primarie del Partito Democratico e successivamente vincendo sul candidato repubblicano Lewis Lehrman nell'elezione generale. Venne poi riconfermato governatore vincendo nettamente le due elezioni seguenti, totalizzando così tre mandati consecutivi dal 1983 al 1994.
Nel 1994 si presentò alle elezioni per un quarto mandato da governatore dello stato di New York. In questa elezione, i Repubblicani lo attaccarono per la sua opposizione alla pena di morte, mettendo in risalto il caso di Arthur Shawcross (un pluriomicida imputato di strage che era stato liberato sotto cauzione dallo Stato di New York nel 1987, e che in seguito al suo rilascio divenne un serial killer). I Repubblicani furono abili nel collegare l'immagine del delinquente Shawcross a quella di Cuomo, in maniera molto simile a quanto avevano fatto sei anni prima, collegando Willie Horton al candidato democratico alle elezioni presidenziali Michael Dukakis.
Mario Cuomo venne sconfitto da George Pataki nella valanga elettorale pro-repubblicana del 1994, che vide perdere il seggio anche il governatore del Texas Ann Richards e diede luogo ad una maggioranza repubblicana sia al Senato che alla Camera dei rappresentanti. Cuomo e Richards apparvero in seguito in uno spot pubblicitario in TV per le patatine Doritos, nel quale discutevano dell'accadere di "cambiamenti che spazzano via". I cambiamenti di cui discutevano nella reclàme erano riferiti alla chiusura ermetica del pacco delle Doritos.
È scomparso nel 2015 all'età di 82 anni a seguito di un'insufficienza cardiaca, per la quale era stato ricoverato nel novembre dell'anno precedente.
Il figlio Andrew Cuomo è stato governatore di New York dal 2011 al 2021, quando si è dimesso dopo varie accuse di molestie sessuali.

## Vedute politiche
Cuomo si distinse per le sue vedute politiche di stampo liberale, in particolare la sua strenua opposizione alla pena di morte (che gli costò la sconfitta con Pataki). Mentre era governatore, mise il veto a molti progetti di legge statale che avrebbero ristabilito la pena capitale nello Stato di New York. La pena di morte venne infatti ripristinata dal governatore Pataki l'anno dopo la sconfitta di Mario Cuomo nell'elezione governatoriale del 1994, anche se non venne mai resa effettiva con una legislazione di accompagnamento che stabilisse procedure, circostanze e tempi di applicazione, ed il suo statuto fu dichiarato incostituzionale dalla Corte d'Appello di New York nel 2004.
Cuomo dette voce ai valori del progressismo liberal, dichiarandoli così nel suo discorso d'insediamento nel 1983: “Questo stato ha sempre guidato gli altri nel mostrare come un governo possa essere utile per i cittadini”. Lui chiamava questo approccio “progressismo pragmatico”.
Il suo discorso più memorabile lo pronunciò alla convention dei Democratici del 1984, a San Francisco, dove tenne il “keynote speech” per la candidatura di Walter F. Mondale. In quell'orazione sfidò Reagan e la frase che spesso utilizzava per definire l'America: una luccicante città su una collina. “Signor presidente”, disse Cuomo, “dovreste sapere che l'America somiglia più al Racconto di due città” – facendo riferimento al romanzo di Dickens sulle città divise tra ricchi e poveri – “che a una luccicante città su una collina“.

## Opere letterarie
- Why Lincoln Matters (ISBN 978-0-15-100999-2)
- Reason to Believe

## Hobby
Cuomo è stato un appassionato giocatore di fantasy baseball. Sceglieva sempre un giocatore italiano per il suo team immaginario, a prescindere da quanti giocatori italiani fossero presenti nella MLB e dal livello di prestazioni del loro gioco.